# Смертельная ловушка (фильм, 1976)
«Съеденные заживо» (англ. Eaten Alive, также выходил под названиями Смертельная ловушка (англ. Death Trap) в Великобритании и Резня в Свете звёзд (англ. Starlight Slaughter)) — американский фильм ужасов режиссёра Тоуба Хупера, выпущенный в мае 1977 года.

## Сюжет
Среди болот и низин Луизианы находится старый, обветшалый отель. Его хозяин по имени Джадд завёл себе любимца — огромного кровожадного крокодила, которого содержит в водоёме позади своего отеля. С помощью косы в своих руках Джадд часто отправляет на корм этому животному тех своих постояльцев, которые оскорбили его или попросту не угодили ему.

## В ролях
- Нэвилл Брэнд — Джадд
- Мел Феррер — Харви Вуд
- Кэролин Джонс — мисс Хатти
- Мэрилин Бёрнс — Фэй
- Стюарт Уитман — шериф Мартин
- Роберт Инглунд — Бак
- Роберта Коллинз — Клара
- Кайл Ричардс — Энджи

## Релиз
«Съеденные заживо» получил негативную оценку критиков и имеет лишь 10 % рейтинг на сайте Rotten Tomatoes, основанный на десяти рецензиях. В начале 1980-х фильм считался «непристойным» и был запрещён в Великобритании.

## Интересные факты
- За основу сюжета была взята история серийного убийцы из Техаса Джо Болла, также известного как «Человек-аллигатор» и «Синяя борода Южного Техаса». Болл был владельцем бара, на территории которого был пруд с аллигаторами (вероятно, для избавления от трупов), убивший от 5 до 20 человек. В основу сюжета предыдущего фильма Хупера Техасская резня бензопилой также была положена история серийного убийцы Эда Гина.